# Schicksalsgemeinschaft der Menschheit
Die Schicksalsgemeinschaft der Menschheit (chinesisch 人類命運共同體 / 人类命运共同体, Pinyin Rénlèi mìngyùn gòngtóngtǐ) ist ein Konzept, das von Xi Jinping, dem Generalsekretär der Kommunistischen Partei Chinas, vorgestellt und von den Vereinten Nationen akzeptiert wurde. Xi verwendete den Begriff erstmals öffentlich in einer Rede vor dem Staatlichen Institut für Internationale Beziehungen in Moskau.

## Inhalte
Xi Jinping sagte in seinem Bericht zum 19. Parteitag der Kommunistischen Partei Chinas, man solle mit geeinten Kräften eine „Schicksalsgemeinschaft der Menschheit“ gestalten und eine Welt aufbauen, die durch dauerhaften Frieden, allgemeine Sicherheit, gemeinsame Prosperität sowie Offenheit und Inklusion gekennzeichnet, sauber und schön sei: Dies stelle den Kerninhalt der Gestaltung einer Schicksalsgemeinschaft der Menschheit dar.
Xi Jinping erklärte auf der Eröffnung des Treffens „Die KP Chinas im Dialog mit politischen Parteien der Welt“ am 2. Dezember 2017, unter einer Schicksalsgemeinschaft der Menschheit verstehe man, dass die Zukunft und das Schicksal jeder Nation und jedes Landes eng verbunden seien. Sie sollten miteinander durch dick und dünn gehen und Freud und Leid teilen. Sie sollten sich darum bemühen, die Erde, auf der wir geboren und aufgewachsen sind, zu einer harmonischen großen Familie aufzubauen und den Wunsch aller Völker der Welt nach einem schönen Leben realisieren.
In seiner Rede im Jahre 2015 vor der Uno zitierte Xi Jiping das chinesische Sprichwort „es ist das größte Ideal, eine Welt zu schaffen, die wirklich von allen geteilt wird“ und sprach dann u. a. folgende Punkte an, auf deren Realisierung die Gemeinschaft der Völker hinarbeiten solle.
Als Ziele der UNO bezeichnet er Frieden, Entwicklung, Gleichheit, Gerechtigkeit, Demokratie und Freiheit. Um diese Ziele zu erreichen, seien folgende Anstrengungen zu unternehmen:
- Partnerschaften sollten entwickelt werden, „in denen Länder einander als Gleiche behandeln, sich gemeinsam beraten und wechselseitiges Verständnis zeigen.“
- Alle Länder seien gleich. Die Großen, Starken und Reichen sollten nicht die Kleinen, Schwachen und Armen schikanieren.
- Die territoriale Integrität aller Länder sei unverletzlich, ihre inneren Angelegenheiten dürfen nicht Ziel von Einmischung sein.
- Die Bemühungen aller Länder, wirtschaftliche und soziale Entwicklung zu fördern und das Leben ihrer Menschen zu verbessern, sollten respektiert werden.
- „Wir sollten eine neue Vision annehmen, für alle nach dem Ergebnis wechselseitigen Vorteils zu suchen, und die überholte Anschauung zurückweisen, dass der Gewinn des einen den Verlust des anderen bedeutet oder dass dem Sieger alles zufällt“.
- Eine Sicherheitsarchitektur solle geschaffen werden, die Fairness, Gerechtigkeit, gemeinsame Einbringung und geteilten Nutzen biete.
- Die Mentalität des Kalten Krieges in all ihren Erscheinungsformen solle aufgegeben und durch eine neue Vision gemeinsamer, umfassender, kooperativer und nachhaltiger Sicherheit ersetzt werden.
- Der Austausch zwischen den Zivilisationen solle gesteigert werden, um Harmonie, Inklusivität und Respekt vor Unterschieden zu fördern.
- Ein Ökosystem sei aufzubauen, das ‚Mutter Natur‘ und grüne Entwicklung an die erste Stelle setze. „Die Menschheit mag die Natur nutzen und sogar versuchen, sie umzugestalten. Aber wir sind letztlich alle ein Teil der Natur. Wir sollten uns um die Natur kümmern und uns nicht über sie stellen.“
- Ein gesundes globales Ökoumfeld solle geschaffen werden.[4]

## Geschichte
Das Schlagwort einer „Schicksalsgemeinschaft der Menschheit“ wurde zum ersten Mal vom ehemaligen Generalsekretär Hu Jintao im November 2012 in seinem Bericht auf dem 18. Parteitag der KP Chinas ausgesprochen.
Xi Jinping erwähnte diesen Begriff wiederum in seiner Rede im März 2013 am Moskauer Staatlichen Institut für Internationale Beziehungen. Das war das erste Mal, dass der chinesische Staatspräsident die Idee in einem internationalen Kontext vorgeschlagen hatte.
In seiner Rede vor der UN-Vollversammlung am 28. September 2015 schlug Xi Jinping vor: „Wir sollten unsere Verpflichtung auf die Zwecke und Grundsätze der UN-Charta erneuern, eine neue Art der internationalen Beziehungen schaffen, die auf Zusammenarbeit zum wechselseitigen Vorteil beruhen, und eine Gemeinschaft einer geteilten Zukunft für die Menschheit schaffen.“
Am 12. Oktober 2017 bekräftigte der vom Ersten Ausschuss für Abrüstung und internationale Sicherheit der 72. Tagung der UN-Generalversammlung verabschiedete Resolutionsentwurf zur Verhinderung eines Wettrüstens im Weltraum „keine Erstplatzierung von Waffen im Weltraum“. „Praktische Maßnahmen sollten bei der Suche nach Vereinbarungen zur Verhinderung eines Wettrüstens im Weltraum und im gemeinsamen Bemühen um eine Gemeinschaft der gemeinsamen Zukunft der Menschheit geprüft und ergriffen werden.“
Am 11. März 2018 wurde der Aufbau einer „Schicksalsgemeinschaft der Menschheit“ in der chinesischen Verfassungsänderung geschrieben.

## Kritik
Dem Konzept einer Schicksalsgemeinschaft der Menschheit wird vorgeworfen, die Allgemeine Erklärung der Menschenrechte und international verbindliche Menschenrechtsnormen durch eine alternative normative Ordnung chinesischer Prägung ersetzen zu wollen. Die Volksrepublik China bzw. die Kommunistische Partei Chinas versuche, durch die Verbreitung dieses Konzepts konkrete Menschenrechtskritik aus dem Ausland zu entkräften.
Zudem wird dem Konzept vorgeworfen, dass offizielle Äußerungen dazu nur vage seien. Obwohl das Konzept einer Schicksalsgemeinschaft der Menschheit bereits seit 2013 Bestandteil außenpolitischer Rhetorik der Volksrepublik China sei und von der chinesischen Führung als Ziel chinesischer Diplomatie dargestellt werde, sei unklar, was dies konkret bedeute und wie dieses Ziel erreicht werden solle.